# Mimela inscripta
Mimela inscripta är en skalbaggsart som beskrevs av Nonfried 1892. Mimela inscripta ingår i släktet Mimela och familjen Rutelidae. Inga underarter finns listade i Catalogue of Life.